# Coppa del Mondo di bob 1999
La Coppa del Mondo di bob 1998/99, organizzata dalla FIBT, è iniziata a Calgary, in Canada, il 13 novembre 1998 per gli uomini e il 5 dicembre 1998 a Park City, negli Stati Uniti d'America, per le donne ed è terminata il 31 gennaio 1999 a Sankt Moritz, in Svizzera, per gli uomini e il 6 febbraio 1999 a Schönau am Königssee, in Germania, per le donne. Si sono disputate ventidue gare: sette nel bob a 2 uomini, sette nel bob a 4 in sette differenti località e otto nel bob a 2 donne in cinque differenti località.
Nel corso della stagione si sono tenuti anche i Campionati mondiali di bob 1999, disputatisi a Cortina d'Ampezzo, in Italia, per le sole gare maschili (il titolo iridato femminile verrà istituito nel 2000), competizione non valida ai fini della Coppa del Mondo. La tappa di Winterberg ha assegnato anche il titolo europeo maschile (non era ancora previsto quello femminile).

Questa Coppa del Mondo si è svolta come di consueto in parallelo alla Coppa del Mondo di skeleton.

## Risultati

### Uomini
| Data             | Località     | Specialità | Primi classificati                                                    | Secondi classificati                                                        | Terzi classificati |
| ---------------- | ------------ | ---------- | --------------------------------------------------------------------- | --------------------------------------------------------------------------- | --- |
| 13 novembre 1998 | Calgary      | A due      | Pierre Lueders Ken Leblanc Canada                                     | Christoph Langen Markus Zimmermann Germania                                 | Reto Götschi Guido Acklin Svizzera |
| 14 novembre 1998 | Calgary      | A quattro  | André Lange Christoph Heyder Enrico Kühn Lars Behrendt Germania       | Christoph Langen Sven Rühr Thomas Platzer Sven Peter Germania               | Bruno Mingeon Michel André Emmanuel Hostache Max Robert Francia                                                                         |
| 27 novembre 1998 | Park City    | A due      | Christoph Langen Thomas Platzer Germania                              | Günther Huber Antonio Tartaglia Italia e Brian Shimer Paul Wise Stati Uniti | non assegnato |
| 28 novembre 1998 | Park City    | A quattro  | Christoph Langen Thomas Platzer Sven Rühr Sven Peter Germania         | Marcel Rohner Markus Nüssli Beat Hefti Silvio Schaufelberger Svizzera       | Harald Czudaj Udo Lehmann Mirko Pätzold Carsten Embach Germania                                                                         |
| 11 dicembre 1998 | Altenberg    | A due      | Christoph Langen Marco Jakobs Germania                                | Reto Götschi Guido Acklin Svizzera                                          | Pierre Lueders Ken Leblanc Canada |
| 12 dicembre 1998 | Altenberg    | A quattro  | Christoph Langen Sven Rühr Marco Jakobs Thomas Platzer Germania       | Harald Czudaj René Hannemann Udo Lehmann Carsten Embach Germania            | André Lange Christoph Heyder Enrico Kühn Lars Behrendt Germania                                                                         |
| 18 dicembre 1998 | La Plagne    | A due      | Christoph Langen Marco Jakobs Germania                                | Pierre Lueders Ken Leblanc Canada                                           | Fabrizio Tosini Marco Menchini Italia                                                                                                   |
| 19 dicembre 1998 | La Plagne    | A quattro  | Christoph Langen Sven Rühr Marco Jakobs Thomas Platzer Germania       | Marcel Rohner Markus Nüssli Beat Hefti Silvio Schaufelberger Svizzera       | Harald Czudaj René Hannemann Torsten Voss Alexander Szelig Germania                                                                     |
| 16 gennaio 1999  | Winterberg   | A due      | Reto Götschi Guido Acklin Svizzera                                    | Pierre Lueders Ken Leblanc Canada                                           | Christian Reich Urs Aeberhard Svizzera                                                                                                  |
| 17 gennaio 1999  | Winterberg   | A quattro  | Christoph Langen Markus Zimmermann Thomas Platzer Sven Rühr Germania  | Marcel Rohner Markus Nüssli Beat Hefti Silvio Schaufelberger Svizzera       | Harald Czudaj Torsten Voss Udo Lehmann Carsten Embach Germania e Wolfgang Stampfer Jochen Buck Erwin Arnold Martin Schützenauer Austria |
| 23 gennaio 1999  | Igls         | A due      | Christoph Langen Markus Zimmermann Germania                           | Reto Götschi Guido Acklin Svizzera                                          | Pierre Lueders Ken Leblanc Canada |
| 24 gennaio 1999  | Igls         | A quattro  | Christoph Langen Markus Zimmermann Thomas Platzer Sven Rühr Germania  | Harald Czudaj Torsten Voss Udo Lehmann Carsten Embach Germania              | André Lange Enrico Kühn Christoph Heyder Lars Behrendt Germania                                                                         |
| 30 gennaio 2000  | Sankt Moritz | A due      | Reto Götschi Cédric Grand Svizzera                                    | Christoph Langen Thomas Platzer Germania                                    | Christian Reich Urs Aeberhard Svizzera                                                                                                  |
| 31 gennaio 2000  | Sankt Moritz | A quattro  | Marcel Rohner Markus Nüssli Beat Hefti Silvio Schaufelberger Svizzera | Christoph Langen Thomas Platzer Mirko Pätzold Alexander Metzger Germania    | Reto Götschi Steve Anderhub Guido Acklin Cédric Grand Svizzera                                                                          |

### Donne
| Data             | Località             | Specialità     | Prime classificate                         | Seconde classificate                       | Terze classificate                           |
| ---------------- | -------------------- | -------------- | ------------------------------------------ | ------------------------------------------ | -------------------------------------------- |
| 5 dicembre 1998  | Park City            | A due (gara 1) | Françoise Burdet Katharina Sutter Svizzera | Jean Racine Jennifer Davidson Stati Uniti  | Stefanie Möller Sabine Knabe Germania        |
| 6 dicembre 1998  | Park City            | A due (gara 2) | Jean Racine Jennifer Davidson Stati Uniti  | Jill Bakken Meg Henderson Stati Uniti      | Michelle Coy Cheryl Done Regno Unito         |
| 12 dicembre 1998 | Calgary              | A due (gara 1) | Françoise Burdet Katharina Sutter Svizzera | Jean Racine Jennifer Davidson Stati Uniti  | Michelle Coy Cheryl Done Regno Unito         |
| 13 dicembre 1998 | Calgary              | A due (gara 2) | Jean Racine Jennifer Davidson Stati Uniti  | Françoise Burdet Doris Marugg Svizzera     | Michelle Coy Vicky Stenson Regno Unito       |
| 23 gennaio 1999  | Winterberg           | A due (gara 1) | Françoise Burdet Katharina Sutter Svizzera | Jean Racine Jennifer Davidson Stati Uniti  | Michelle Coy Cheryl Done Regno Unito         |
| 24 gennaio 1999  | Winterberg           | A due (gara 2) | Jean Racine Jennifer Davidson Stati Uniti  | Françoise Burdet Katharina Sutter Svizzera | Michelle Coy Cheryl Done Regno Unito         |
| 31 gennaio 1999  | Igls                 | A due          | Françoise Burdet Katharina Sutter Svizzera | Jean Racine Jennifer Davidson Stati Uniti  | Michelle Coy Cheryl Done Regno Unito         |
| 6 febbraio 1999  | Schönau am Königssee | A due          | Françoise Burdet Doris Marugg Svizzera     | Jean Racine Jennifer Davidson Stati Uniti  | Stefanie Möller Evi-Jeanette Völker Germania |

## Classifiche

### Bob a due uomini
| Pos. | Nome pilota      | Nazione     | CAL | PKC | ALT | LAP | WIN | IGL | STM | Totale |
| ---- | ---------------- | ----------- | --- | --- | --- | --- | --- | --- | --- | ------ |
| 1    | Christoph Langen | Germania    | 2   | 1   | 1   | 1   | 5   | 1   | 2   | 240    |
| 2    | Reto Götschi     | Svizzera    | 3   | 7   | 2   | 4   | 1   | 2   | 1   | 226    |
| 3    | Pierre Lueders   | Canada      | 1   | 4   | 3   | 2   | 2   | 3   | 5   | 226    |
| 4    | Christian Reich  | Svizzera    | 4   | 6   | 4   | 15  | 3   | 7   | 3   | 190    |
| 5    | Brian Shimer     | Stati Uniti | 7   | 2   | 7   | 7   | 7   | 6   | 13  | 174    |
| 6    | Bruno Mingeon    | Francia     | 5   | 9   | 12  | 8   | 6   | 4   | 10  | 169    |
| 7    | Günther Huber    | Italia      | 13  | 2   | 14  | 6   | 14  | 5   | 7   | 164    |
| 8    | Pavel Puškár     | Rep. Ceca   | 10  | 13  | 11  | 9   | 8   | 9   | 20  | 137    |
| 9    | Fabrizio Tosini  | Italia      | 8   | 10  | 16  | 3   | 19  | 16  | 17  | 132    |
| 6    | Jim Herberich    | Stati Uniti | 12  | 14  | 6   | 11  | 9   | 16  | 18  | 132    |

### Bob a quattro uomini
| Pos. | Nome pilota       | Nazione     | CAL | PKC | ALT | LAP | WIN | IGL | STM | Totale |
| ---- | ----------------- | ----------- | --- | --- | --- | --- | --- | --- | --- | ------ |
| 1    | Christoph Langen  | Germania    | 2   | 1   | 1   | 1   | 1   | 1   | 2   | 233    |
| 2    | Marcel Rohner     | Svizzera    | 6   | 2   | 4   | 2   | 2   | 7   | 1   | 204    |
| 3    | André Lange       | Germania    | 1   | 4   | 3   | 6   | 5   | 3   | 8   | 193    |
| 4    | Harald Czudaj     | Germania    | 7   | 3   | 2   | 3   | 3   | 2   | -   | 175    |
| 5    | Bruno Mingeon     | Francia     | 3   | 5   | 6   | 5   | 15  | 6   | 6   | 169    |
| 6    | Sandis Prūsis     | Lettonia    | 9   | 7   | 7   | 4   | 8   | 4   | 10  | 167    |
| 7    | Christian Reich   | Svizzera    | 5   | 11  | 8   | 8   | 7   | 10  | 4   | 162    |
| 8    | Reto Götschi      | Svizzera    | 14  | 8   | 12  | 14  | 6   | 12  | 3   | 147    |
| 9    | Wolfgang Stampfer | Austria     | 11  | 21  | 14  | 9   | 3   | 5   | 5   | 143    |
| 10   | Sean Olsson       | Regno Unito | 4   | 19  | 5   | 7   | 11  | 14  | 7   | 142    |

### Combinata uomini
| Pos. | Nome pilota      | Nazione     | CAL     | PKC     | ALT     | LAP    | WIN     | IGL     | STM     | Totale |
| ---- | ---------------- | ----------- | ------- | ------- | ------- | ------ | ------- | ------- | ------- | ------ |
| 1    | Christoph Langen | Germania    | 2 / 2   | 1 / 1   | 1 / 1   | 1 / 1  | 5 / 1   | 1 / 1   | 2 / 2   | 473    |
| 2    | Reto Götschi     | Svizzera    | 3 / 14  | 7 / 8   | 2 / 12  | 4 / 14 | 1 / 6   | 2 / 12  | 1 / 3   | 373    |
| 3    | Pierre Lueders   | Canada      | 1 / 8   | 4 / 9   | 3 / 10  | 2 / 10 | 2 / 9   | 3 / 8   | 5 / 16  | 368    |
| 4    | Christian Reich  | Svizzera    | 4 / 5   | 6 / 11  | 4 / 8   | 15 / 8 | 3 / 7   | 7 / 10  | 3 / 4   | 352    |
| 5    | Bruno Mingeon    | Francia     | 5 / 3   | 9 / 5   | 12 / 6  | 8 / 5  | 6 / 15  | 4 / 6   | 10 / 6  | 338    |
| 6    | Sandis Prūsis    | Lettonia    | 21 / 9  | 17 / 7  | 10 / 7  | 10 / 4 | 11 / 8  | 8 / 4   | 9 / 10  | 298    |
| 7    | Brian Shimer     | Stati Uniti | 7 / 17  | 2 / 11  | 7 / 9   | 7 / 12 | 7 / 14  | 6 / 8   | 13 / 19 | 294    |
| 8    | Günther Huber    | Italia      | 13 / 10 | 2 / 16  | 14 / 13 | 6 / 13 | 14 / 13 | 5 / 15  | 7 / 14  | 278    |
| 9    | Marcel Rohner    | Svizzera    | 14 / 6  | 11 / 2  | 13 / 4  | - / 2  | - / 2   | - / 7   | - / 1   | 259    |
| 10   | Sean Olsson      | Regno Unito | 20 / 4  | 18 / 19 | 19 / 5  | 16 / 7 | 13 / 11 | 15 / 14 | 6 / 7   | 253    |

### Bob donne
| Pos. | Nome pilota      | Nazione     | PKC-1 | PKC-2 | CAL-1 | CAL-2 | WIN-1 | WIN-2 | IGL | KÖN | Totale |
| ---- | ---------------- | ----------- | ----- | ----- | ----- | ----- | ----- | ----- | --- | --- | ------ |
| 1    | Françoise Burdet | Svizzera    | 1     | 4     | 1     | 2     | 1     | 2     | 1   | 1   | 210    |
| 2    | Jean Racine      | Stati Uniti | 2     | 1     | 2     | 1     | 2     | 1     | 2   | 2   | 208    |
| 3    | Michelle Coy     | Regno Unito | 5     | 3     | 3     | 3     | 3     | 3     | 3   | 4   | 178    |
| 4    | Stefanie Möller  | Germania    | 3     | 5     | 4     | 5     | 6     | 6     | 4   | 3   | 159    |
| 5    | Jill Bakken      | Stati Uniti | 6     | 2     | 6     | 4     | 4     | 5     | 5   | 7   | 150    |
| 6    | Sarah Monk       | Canada      | 4     | 9     | 8     | 9     | 8     | 7     | 6   | -   | 115    |
| 6    | Christine Fraser | Canada      | 8     | 6     | 5     | 7     | 11    | 10    | 7   | 5   | 115    |
| 8    | Sigi Feuser      | Canada      | 7     | 7     | 9     | 6     | 10    | 8     | 9   | -   | 102    |
| 9    | Heike Storch     | Germania    | 9     | 8     | DNF   | -     | 5     | 4     | -   | -   | 69     |
| 10   | Elena Primerano  | Stati Uniti | 14    | 12    | 11    | 11    | -     | -     | -   | -   | 44     |